# Gaston-Joseph-Clément Jeansotte
Gaston-Joseph-Clément Jeansotte, francoski general, * 1895, † 1984.